# Photofolies
 (avril 2015).
Si vous disposez d'ouvrages ou d'articles de référence ou si vous connaissez des sites web de qualité traitant du thème abordé ici, merci de compléter l'article en donnant les références utiles à sa vérifiabilité et en les liant à la section « Notes et références ».
Photofolies est un festival de photographie annuel créé en 1988 à Rodez (Aveyron) en France.

## Historique

### 1988
Jean Cazelles, enseignant et auteur-photographe aveyronnais, déclare en date du 1er juin à la Préfecture de son département, la constitution de l’association Photofolies 12 afin de susciter la création photographique et de promouvoir sa pluralité.
Chaque année, en novembre, des rencontres ont lieu dans un site unique et momentanément désaffecté de la cité ruthénoise (casernes, bibliothèque municipale, hôtel de ville, école…).
Autour de grands noms de la photographie, de jeunes talents ont aussi leur place dans la catégorie Champs multiples.

### 1992
Sous l’appellation Photofolie, la première fête de la photographie annoncée par le ministère de la Culture et de la Communication voit le jour le 22 mai. Après quelques tâtonnements, des relations finissent par s’établir entre l’association aveyronnaise née quatre ans plus tôt, et le Centre national de la photographie qui accepte de soutenir la manifestation provinciale par le prêt de grandes expositions.
Au fil des jours, Photofolies & Photofolie ne font plus qu’un, à la suite d'un rapprochement inévitable, pour devenir, avec ou sans « s », un rendez-vous pluriel.

### 2000
Réunis le 24 mars en mairie de Rodez, les responsables interpellent les autorités culturelles partenaires publiques et privées pour leur suggérer une forme de manifestation moins contraignante.
Dès lors, déchargés des plus lourdes responsabilités administratives et logistiques, les membres de l’association Photofolies 12 s’orientent vers un éclatement des rencontres, intra-muros et extra-muros. À chaque structure appartient d’organiser sur son propre site une nouvelle exposition automnale conforme à une orientation thématique et culturelle proposée par l’initiateur de l’événement, toujours chargé de la coordination artistique.

## Quelques participants aux Photofolies
- 1988 : Raymond Depardon, Claude Nuridsany, Marie Pérennou
- 1989 : Robert Doisneau, Jean-Claude Gautrand, Hippolyte Bayard
- 1990 : Lucien Clergue, Marc Heller, Agence VU
- 1991 : Jeanloup Sieff, Dingo, Ouka Leele
- 1992 : John Batho, Françoise Huguier, Kishin Shinoyama
- 1993 : Frank Horvat, Cristina García Rodero, Lu Nan
- 1994 : Sebastiao Salgado, Marc Le Mené, Coll. CNP autochromes
- 1995 : Tom Drahos, Don McCullin, Agence VU
- 1996 : Pascal Kern, Jacqueline Colde, Galerie du Château d'eau
- 1997 : Josef Koudelka, William Ropp, André Pharel
- 1998 : Marie-Paule Nègre, Michel Séméniako, Gilbert Garcin
- 2001 : Claude Batho, Manja Offerhaus, Jacques Baris
- 2002 : Bernard Plossu, Laurent Millet, Françoise Spiekermeier
- 2003 : Caroline Feyt, Xavier Zimbardo, Jean Belondrade
- 2004 : Olivier Mériel, Pierre de Fenoÿl, Jean Dieuzaide
- 2005 : Serge Picard, Philip Provily, Francette Gourmaud
- 2006 : François Méchain, Dominique Roux, André Avril
- 2007 : Arièle Bonzon, Jacques Damez, Corinne Mercadier
- 2008 : Bernard Faucon, Florence Chevallier, Studio Harcourt
- 2009 : Beatrix Von Conta, Valérie Jouve, Pascal Hausher
- 2010 : Denis Roche, Frédéric Nauczyciel, Pascal Colrat
- 2011 : Rip Hopkins, Martine Mougin, Béatrice Utrilla, collectif Platonique
- 2012 : François Deladerrière, Bertrand Gadenne
- 2013 : William Klein, Géraldine Lay, Marc Garanger
- 2014 : Dorothée Smith, Éric Bouvet, Valentine Vermeil, Myriam Richard
- 2015 : Serge Clément, Antonin Pons Braley[3], Jacques Pugin, Olivier Mériel, François Delebecque, Stanko Abadžić,
- 2016 : Marc Riboud, Frédérique Bretin, Aglaé Bory, Dominique Marches
- 2017 : Yves Rozet, Balint Porneczi, Johanna Quillet, Mazaccio & Drowila, Arnaud Mirabel[4]
- 2018 : Lucien Hervé, Charles Freger, François Sagnes, Arthur Batut, Éric Foret, Bruno Blais, Éric Pillot, Saïdou Dicko, Jacques Mataly, Antoine Cayzac